# Куратов, Иван Алексеевич
Ива́н Алексе́евич Кура́тов (коми Ӧльӧш Иван; 6 (18) июля 1839 — 17 (29) ноября 1875) — основоположник литературы коми, лингвист, переводчик, поэт коми.

## Биография
Иван Куратов родился в селе Кибра Усть-Сысольского уезда Вологодской губернии (ныне с. Куратово Сысольского района Республики Коми) в семье дьякона.
В 1854 году окончил Яренское духовное училище. В 1854—1860 годах учился в Вологодской духовной семинарии, где впервые проявилось его поэтическое дарование. Цель жизни была определена в стихотворении «Жизнь человека» (1857), — «Дать счастье родному народу». Центральное место в поэзии Куратова занимают философские и социально-политические взгляды, заметно окрашенные национальным (коми) самосознанием.
В 1861—1865 годах учительствовал в Усть-Сысольске. Жил в двухэтажном деревянном доме (снесён), ныне на этом месте (ул. Орджоникидзе, 10) в современном жилом доме (на первом этаже) располагается Литературно-мемориальный музей И. А. Куратова.
Заметное место в творчестве поэта занимают переводы с русского: И. А. Крылова, А. С. Пушкина, А. В. Кольцова; а также зарубежных классиков мировой литературы.
Уделял большое внимание изучению коми-зырянского языка. Написал грамматику коми языка. Параллельно исследовал грамматику удмуртского и марийского языков.
Переехал в Казань, где недолгое время служил полковым аудитором.
С 1866 года служил в Средней Азии, титулярный советник (1873). Умер в г. Верном (ныне Алма-Ата) в 1875 году от чахотки.

## Память
- В 1989 году была выпущена почтовая марка СССР, посвящённая Куратову.
- 2 октября 2009 года в Государственном театре оперы и балета Республики Коми состоялась премьера оперы «Куратов», музыка Сергея Носкова на доработанное им либретто Альберта Ванеева[3].

В Сыктывкаре Республики Коми на ул. Коммунистической установлен памятник Ивану Куратову. B городах Сыктывкар и Сосногорск Республики Коми есть улица Куратова.
- В Алматы, где Куратов жил последние годы, в Медеуском районе его именем названа улица (бывшая Сибирская)[4].

- Памятник Куратову на театральной площади Сыктывкара перед зданием оперного театра
- Мемориальная доска в Вологде, на здании бывшей Вологодской духовной семинарии, ул. Ленина, д.15
- Почтовая марка СССР, посвящённая поэту. 1989